# Ramón de Lencastre
Ramón de Lencastre (Azeitão, 1620 - Cádiz, 6 de octubre de 1666). Noble de Portugal y 4º duque de Aveiro. 

## Biografía
Era hijo del duque de Torres Novas, Jorge de Lencastre y, por lo tanto, nieto de la duquesa de Aveiro, Juliana de Lencastre. Heredó el Ducado de Aveiro directamente de su abuela, en virtud de la muerte de su padre, antes del fallecimiento de aquella.
Muerto su padre en 1632, tomó el título de Duque de Torres Novas. Muerta su abuela en 1636, le sucedió en la casa de Aveiro; en 1637, la demanda movida por su tío, el marqués de Porto Seguro, fue sentenciada a su favor y declarado legítimo heredero de su madre, la duquesa fallecida. 
En tiempos de Juan IV el duque era aún muy joven, y por eso no desempeñó ningún papel importante. Muerto aquel rey, la regente Luisa Francisca de Guzmán lo nombró consejero de Estado y en 1659 le confió el gobierno de las armas en la provincia de Alentejo, importante cargo que abandonó poco tiempo después, cuando partió casi secretamente hacia Brest. Acompañado de Fernando Teles de Faro, decidirá moverse a España. El conde de Soure, embajador de Portugal en París, desconfió del inesperado aparecimento del duque Ramón en Francia, y sus sospechas se tornaron en realidad por una carta que recibió de la reina regente, avisándole del súbito embarque del duque de Aveiro, y recomendándole que tratase de investigar sus verdaderos designios. 
El conde de Soure quiso opornerse a la partida del Duque para Castilla, pidiendo a Luis XIV de Francia que le negase el pasaporte y mandándole emisarios que lo persuadiesen para desistir de su propósito. Como esas diligencias fueron inútiles, le escribió directamente una carta, externando asombro por su proceder desleal y haciéndole ver la traición que contenía el apartarse de Portugal. Le aconsejó también que desistiera de su propósito, recordándole al primer Duque y fundador de la casa de Aveiro, que fue siempre un súbdito leal. 
La carta era larga y enérgica, misma a la que Ramón respondió en pocas líneas, con altivez y soberanía, entre las cuales se notaban las siguientes frases: «Sempre conhecia V. Ex.ª com o achaque de zeloso do bem público, e nesta consideração lhe prometo fazê-lo meu alferes-mor, quando for rei de Portugal.»
Esta respuesta causó la mayor indignación y disgusto al embajador, llegando a pensar en desafiar al duque. Sin embargo, no pudo conseguirlo, porque Ramón salió inmediatamente de Francia en dirección a Madrid. Felipe IV de España lo recibió con deferencia, a pesar de haber reconocido en los hidalgos una cierta indiferencia. No obstante, el rey de España le confirió el título de duque de Ciudad Real, para cortar ciertas dádivas de etiqueta palaciana. Ramón, no queriendo ya soportar el modo desdeñoso y altivo con el que era tratado, pidió en 1661 el permiso de servir en la campaña de ese año, mas no pudo conseguir su deseo. 
Al tiempo que sufría en Madrid contratiempos y desconsideraciones, en Portugal era condenando a ser ejecutado en estatua, y a que le sean confiscados sus bienes, sentencia de agosto y ejecución en octubre de 1663. Su madre, Ana Manrique de Cardenas, y su hermana, que ya habían sido mandadas a salir del reino, se reunieron en Madrid con él. Cuando en 1665 España dispuso contra Portugal una seria invasión, el duque aconsejó que al mismo tiempo se realizase una expedición marítima contra Setúbal o Lisboa, y siendo aprobada la idea, recibió la patente con amplísimas jurisdicciones para preparar en Cádiz 30 navíos y 20 galeras, donde deberían embarcar 8 mil hombres.
La demora de los galeones de la plata que venían todos los años de América, y con cuyos tesoros se contaba para el abastecimento de la escuadra, hizo que la batalla de Montes Claros se diese antes de la salida de la proyectada expedición. En el año siguiente el duque consiguió salir de Cádiz con 15 navíos. Después de ser tomado el pequeño fuerte de la Baleeira, de tres piezas, quiso enseñorearse de Sagres, mas fue repelido por la artillería, desistió y fue a tomar la pequeña isla Berlenga, regresando a Cádiz. 
En España tenía el título de Duque de Ciudad Real, capitán general de la armada del Océano; y por sentencia de 1660, fue jurado heredero de la casa de Maqueda, y por eso duque de Maqueda; marqués de Montemayor y de Elche, adelantado mayor del reino de Granada, alcaide mayor de Toledo y señor de muchas villas. 
Ramón contrajo nupcias en 1664 con Luísa Clara o Claire Louise, muerta en 1684, Princesa de Ligné, con la cual no tuvo descendencia. Era hija de Cláudio Lamoral, Príncipe de Ligne, de Amblise y del Sacro Imperio Romano Germánico. Sin herederos, el Ducado de Aveiro fue heredado por su tío, Pedro de Lencastre. 
Está sepultado en el convento de Nuestra Señora de Guadalupe.
Dejó tres hijos ilegítimos.
- Pedro de Lencastre (1608-1676),
- Genevra Simões (¿?-¿?), que casó con Antonio Fernández Lobato,
- Micaela Maria de Mendonça (¿?-1718 Torres Vedras), que casó con João Boto Pimentel Côrte-Real (1642-1715), con descendientes.

- Datos: Q7284435